# أساطير أوقيانوسية
الأساطير الأوقيانوسية (بالإنجليزية: Oceania Mythology)‏ أساطير أوقيانوسيا وآلهة منطقة المحيط الهادئ مركبة ومتنوعة. تم تطويرها على مدى قرون عديدة في كل جزيرة وعلى الجزر المرجانية التي تشكل أوقيانوسيا. هناك آلهة مشتركة بين مجموعة من الجزر، أما في جزر أخرى فلا نعثر عليها بل تكون لها آلهتها الخاصة التي لا توجد في جزر أخرى. غالبًا ما تتداخل أدوارهم حيث يمكن أن يظهر إله واحد في أماكن مختلفة تحت أسماء مختلفة. ويمكن أن يظهر الإله أيضًا بأشكال مختلفة.